# پناه بگیر
پناه بگیر (انگلیسی: Take Shelter) فیلمی در ژانر درام و تریلر روان‌شناختی به کارگردانی جف نیکولز و با بازی مایکل شنون وجسیکا چستین است که در سال ۲۰۱۱ منتشر شد. فیلم داستان شوهر و پدر جوانی است که تصویرهایی آخرالزمانی می‌بیند و دچار این پرسش است که باید از خانواده‌اش در برابر طوفانی که در راه است حمایت کند یا در برابر خودش. فیلم در دو بخش بهترین فیلم‌نامه برای نیکولز و بهترین بازیگر مرد برای مایکل شنون برنده جایزه ساترن شد. فیلم در دو بخش بهترین فیلم ترسناک و بهترین بازیگر زن برای جسیکا چستین نیز نامزد این جایزه شده بود.
دوبله فارسی این فیلم با عنوان «پناهگاه» از شبکه نمایش پخش شد.

## بازیگران
- مایکل شنون در نقش کورتیس لافورش
- جسیکا چستین در نقش سامانتا لافورش
- شیا ویگهام در نقش دوارت
- کتی بیکر در نقش سارا
- ری مک‌کینون در نقش کایل
- کتی میکسون در نقش نت
- لیسا گی همیلتون در نقش کندرا